# Chicago-Marathon 2023
| 45. Chicago-Marathon    | 45. Chicago-Marathon         |
| ----------------------- | ---------------------------- |
| Stadt                   | Chicago, Vereinigte Staaten  |
| Datum                   | 8. Oktober 2023              |
| Distanz                 | 42,195 Kilometer             |
| Sieger                  |                              |
| Männer                  | Kelvin Kiptum (2:00:35 h WR) |
| Frauen                  | Sifan Hassan (2:13:44 h ER)  |
| ← Chicago-Marathon 2022 | Chicago-Marathon 2024 →      |
| Website                 | Offizielle Website           |

Der Chicago-Marathon 2023 (offiziell: Bank of America Chicago Marathon 2023) war die 45. Ausgabe der jährlich stattfindenden Laufveranstaltung in Chicago, Vereinigte Staaten. Der Marathon fand am 8. Oktober 2023 statt. Er war Teil der  World Marathon Majors 2023 und hatte das Etikett Platinum Label der World Athletics Label Road Races 2023.
Bei den Männern verbesserte Kelvin Kiptum den Weltrekord von Eliud Kipchoge um 34 Sekunden auf 2:00:35 Stunden. Kiptum hatte dabei bereits nach 20 Kilometern seinen letzten Tempomacher verloren und lief die zweite Hälfte dennoch unter 60 Minuten. Das Frauenrennen gewann Sifan Hassan mit neuem Streckenrekord von 2:13:44 h und damit zwei Wochen nach dem Weltrekord von Tigist Assefa beim Berlin-Marathon der zu diesem Zeitpunkt zweitschnellsten Zeit jemals von einer Frau gelaufenen Zeit.

## Ergebnisse

### Männer
| Platz | Athlet          | Nation             | Zeit (h)   |
| ----- | --------------- | ------------------ | ---------- |
| 01    | Kelvin Kiptum   | Kenia              | 2:00:35 WR |
| 02    | Benson Kipruto  | Kenia              | 2:04:02    |
| 03    | Bashir Abdi     | Belgien            | 2:04:32    |
| 04    | John Korir      | Kenia              | 2:05:09    |
| 05    | Seifu Tura      | Äthiopien          | 2:05:29    |
| 06    | Conner Mantz    | Vereinigte Staaten | 2:07:47    |
| 07    | Clayton Young   | Vereinigte Staaten | 2:08:00    |
| 08    | Galen Rupp      | Vereinigte Staaten | 2:08:48    |
| 09    | Samuel Chelanga | Vereinigte Staaten | 2:08:50    |
| 10    | Takashi Ichida  | Japan              | 2:08:57    |

### Frauen
| Platz | Athletin            | Nation                 | Zeit (h)   |
| ----- | ------------------- | ---------------------- | ---------- |
| 01    | Sifan Hassan        | Niederlande            | 2:13:44 ER |
| 02    | Ruth Chepngetich    | Kenia                  | 2:15:37    |
| 03    | Alemu Megertu       | Äthiopien              | 2:17:09    |
| 04    | Joyciline Jepkosgei | Kenia                  | 2:17:23    |
| 05    | Tadu Teshome        | Äthiopien              | 2:20:04    |
| 06    | Genzebe Dibaba      | Äthiopien              | 2:21:47    |
| 07    | Emily Sisson        | Vereinigte Staaten     | 2:22:09    |
| 08    | Molly Seidel        | Vereinigte Staaten     | 2:23:07    |
| 09    | Rose Harvey         | Vereinigtes Königreich | 2:23:21    |
| 10    | Sara Vaughn         | Vereinigte Staaten     | 2:23:24    |